# William Barlow (mineralogista)
William Barlow (Islington, 8 agosto 1845 – Stanmore, 28 febbraio 1934) è stato un mineralogista inglese.

## Biografia
Studioso di cristallografia, nel 1894 scoprì i 230 gruppi spaziali che permettono di determinare la struttura cristallina attraverso i raggi X.
Morì all'età di 88 anni nel febbraio 1934.